# 덴마크의 행정 구역
덴마크의 행정 구역은 5개의 지역과 98개의 지방 자치체가 있다.

## 지역
덴마크는 2007년에 5지역 체제를 실시하게 되면서, 남덴마크 지역, 북윌란 지역, 셸란 지역, 덴마크 수도 지역, 중앙윌란 지역의 5개 지역으로 구성되어 있다.

## 과거 행정 구역
2006년까지만 해도 덴마크는 여러 주로 구성되어 있었다. 1662년에 처음으로 실시했으며, 처음에는 44개이었다가, 1793년에는 25개로, 1970년에는 16개로 줄어들었다.